# Stary Dwór (Tarnopol)

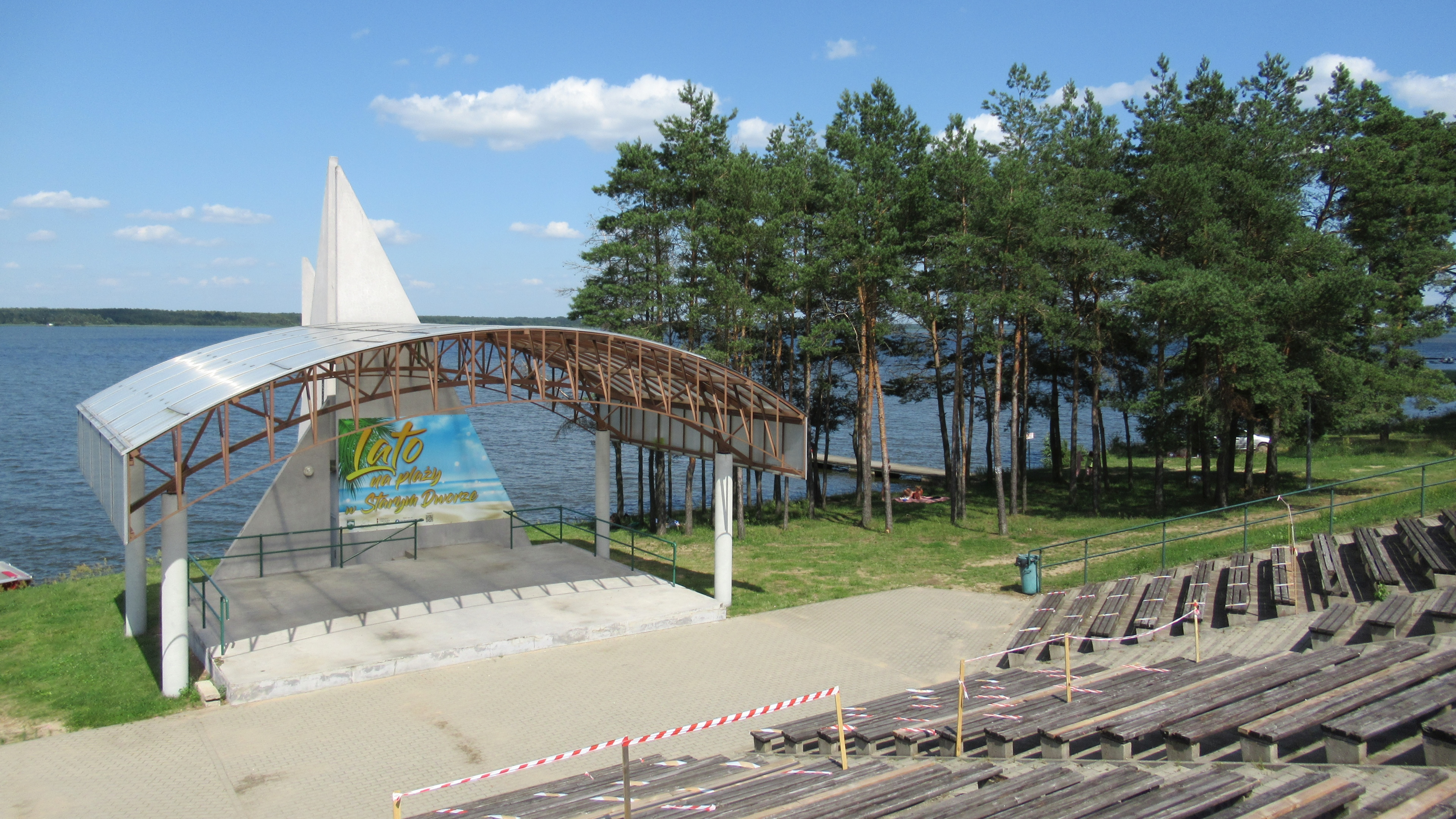
Estrada i amfiteatr w Starym Dworze tuż nad brzegiem jeziora Siemianówka

Stary Dwór – przysiółek wsi Tarnopol w Polsce, położony w województwie podlaskim, w powiecie hajnowskim, w gminie Narewka.
W latach 1975–1998 przysiółek administracyjnie należał do województwa białostockiego.
Prawosławni mieszkańcy wsi należą do parafii Świętych Apostołów Piotra i Pawła w Lewkowie Starym.